# Sony Masterworks
Sony Masterworks, alternativt skrivet som Sony Music Masterworks, är ett amerikanskt skivmärke och dotterbolag till Sony Music Entertainment, som fokuserar på att ge ut musik inom genrer som klassisk musik, jazz, teatermusik, filmmusik och annan mer "sofistikerad" eller konstnärlig musik. Det bildades genom en sammanslagning av flera klassiska och samtida label-varumärken, bland annat CBS Masterworks, och är idag en av de större aktörerna inom klassisk och samtida instrumental musik. Skivmärket har även hand om utgivningar av original-castinspelningar från Broadway, filmmusik (soundtracks) och crossover-artister (t.ex. klassiska musiker som når en bredare publik).